# José Manuel Sánchez Ron
José Manuel Sánchez Ron (Madrid, 6 de enero de 1949) es un físico, historiador de la ciencia y académico de la Real Academia Española.

## Biografía
Estudió Bachillerato en el instituto Cervantes, de Madrid y se licenció en Ciencias Físicas en la Universidad Complutense en 1971, pasó a continuación a ser profesor ayudante en el Departamento de Física Teórica de la Universidad Autónoma de Madrid. 
Entre 1975 y 1978 estudió como becario de la European Space Research Organization en los departamentos de matemáticas del King's College de Londres y de física y astronomía del University College London, también de Londres, institución en la que se doctoró en 1978. Convalidó su doctorado en 1979 en la Universidad Autónoma de Madrid. 
El curso 1978-79 lo pasó en el Departamento de Física de la Temple University de Filadelfia como "Visiting assistant professor". Regresó entonces al Departamento de Física Teórica de la Universidad Autónoma de Madrid, donde alcanzó un puesto de profesor titular numerario de Física Teórica en 1983. Al año siguiente, obtuvo, en el mismo departamento, la cátedra de Historia de la Ciencia. 
Entre 1989 y 1992 permaneció en comisión de servicio en el Instituto de Filosofía del Consejo Superior de Investigaciones Científicas, del que fue vicedirector. 
Ha impartido cursos y conferencias en múltiples instituciones, españolas y extranjeras, entre las que figuran las Universidades de Yale, Minnesota, Boston, Berkeley, Oxford, Marsella, así como en el Museo Nacional del Aire y el Espacio de Washington, Instituto Max Planck de Historia de la Ciencia de Berlín o el Colegio de México, de México D.F. 
El 20 de marzo de 2003 fue elegido para ocupar el sillón G de la Real Academia Española, tras el fallecimiento en diciembre de 2002 de su antiguo titular, el poeta José Hierro; leyó su discurso de entrada (Elogio del mestizaje: historia, lenguaje y ciencia) el 19 de octubre de 2003, le respondió en nombre de la corporación, Juan Luis Cebrián.  
También es, desde diciembre de 2006, académico correspondiente de la Real Academia de Ciencias Exactas, Físicas y Naturales, y, desde noviembre de 2003, miembro de la Academia Europea de Ciencias y Artes (Academia Scientiarum et Artium Europaea), cuya sede central se encuentra en Salzburgo. En diciembre de 2005 fue nombrado miembro correspondiente de la Académie Internationale d’Histoire des Sciences, con sede en París.
El 10 de diciembre de 2015 fue elegido vicedirector de la Junta de Gobierno de la RAE (Real Academia Española) y reelegido el 5 de diciembre de 2019. Antes de esto, entre 2007 y 2014 fue bibliotecario de la Academia.
Junto a Carmen Iglesias fue comisario de la exposición "La lengua y la palabra: trescientos años de la Real Academia Española" que conmemoraba el tricentenario de la RAE. Comisario también de la exposición "Es Lope", enmarcada en los actos del III Centenario de la RAE. 
Actualmente, dirige la colección de ensayos y divulgación científica Drakontos de la editorial Crítica, así como, en la misma editorial clásicos de la ciencia y tecnología. Una de sus preocupaciones es recuperar los libros clásicos de la ciencia, así lo manifiesta en la dirección de colecciones como Clásicos de la Ciencia (Círculo de lectores) y Clásicos de Pensamiento (CSIC), también vemos manifestada esta preocupación en la edición de obras de científicos llevadas a cabo por él mismo, como David Hilbert, José Echegaray, Blas Cabrera o Charles Darwin, entre otros.

## Obras
Sánchez Ron ha dirigido colecciones, como "Clásicos de la Ciencia" (Círculo de Lectores), "Clásicos del Pensamiento" (CSIC) y "Colecciones Científicas" (Debate), y ha publicado más de cuarenta libros sobre la ciencia y su historia, con títulos como El origen y desarrollo de la relatividad, Marie Curie y la radioactividad, Cincel, martillo y piedra, El siglo de la ciencia (Premio Ortega y Gasset del Ayuntamiento de Madrid, 2001), El futuro es un país tranquilo, Historia de la física cuántica, vol I, Los mundos de la ciencia, Diccionario de la ciencia, "INTA. 50 años de ciencia y técnica aeroespacial", "Energía nuclear en España. De la JEN al CIEMAT", con Ana Romero de Pablos, "El jardín de Newton", El poder de la ciencia, "La Fundación Juan March. Cincuenta años de cultura e investigación en España, 1955-2005", "Ciencia, política y poder: Napoleón, Hitler, Stalin y Eisenhower", "La Nueva Ilustración. Ciencia, tecnología y humanidades en un mundo interdisciplinar", por el que recibió el Premio Internacional de Ensayo Jovellanos 2011, "Viva la ciencia!" y "El mundo de Ícaro", ambos con Antonio Mingote o "Los pilares de la ciencia", con Miguel Artola.
En la actualidad, y desde 1998, dirige la colección "Drakontos" de Editorial Crítica. Sánchez Ron colabora frecuentemente como articulista en varios medios de comunicación, principalmente en periódicos como "El País" y en "El Cultural". En noviembre de 2014 publicó "El mundo después de la revolución". En septiembre de 2015 obtuvo el Premio Nacional de Ensayo, concedido por el Ministerio de educación, cultura y deporte, por su obra "La física de la segunda mitad del siglo XX". El 26 de marzo de 2015 hizo la necrológica del académico José Luis Sampedro, leída en el pleno extraordinario celebrado en Argamasilla de Alba, Ciudad Real. 

## Publicaciones
- Espacio-tiempo y átomos: relatividad y mecánica cuántica. Ediciones AKAL. 1992. ISBN 9788446001522.
- Historia de la física cuántica I. El período fundacional (1860 - 1926). Editorial Crítica. 2001. ISBN 9788484322498.
- El canon científico. Editorial Crítica. 2005. ISBN 9788484326809.
- Albert Einstein. Editorial Crítica. 2005. ISBN 9788484326557.
- Sánchez Ron, José Manuel; Durán Guardeño, Antonio José (2005). La ciencia y El Quijote. Crítica. ISBN 9788484326496.[3]
- Diccionario de la ciencia. Editorial Crítica. 2006. ISBN 9788484328063.
- El poder de la ciencia: historia social, política y economía de la ciencia, siglos XIX-XX. Editorial Crítica. 2007. ISBN 9788484327585.
- Marie Curie y su tiempo. Editorial Crítica. 2009. ISBN 9788498920116.
- Ciencia, política y poder: Napoleón, Hitler, Stalin y Eisenhower. Fundación BBVA. 2010. ISBN 9788496515994.
- Descubrimientos: Innovación y tecnología. Siglos XX y XXI. Editorial CSIC. 2010. ISBN 9788400092115.
- Antonio Mingote, José Manuel Sánchez Ron (2010). ¡Viva la ciencia!. Editorial Crítica. ISBN 9788474238785.
- El jardín de Newton: La ciencia a través de su historia. Editorial Crítica. 2011. ISBN 9788498922943.
- Los mundos de la ciencia. Espasa. 2012. ISBN 9788467007305.
- Miguel Artola, José Manuel Sánchez Ron (2012). Los pilares de la ciencia. Espasa. ISBN 9788467008494.
- Cartas a Isaac Newton: El futuro es un país tranquilo. Espasa. 2013. ISBN 9788467034257.
- El mundo después de la revolución , La física de la segunda mitad del siglo XX. Pasado & Presente. 2014. ISBN 9788494289002.
- El país de los sueños perdidos. Taurus. 2020. ISBN 9788430619276.
- Blas Cabrera, científico español y universal. Los libros de la Catarata. 2021. ISBN 9788413522876.
- Querido Isaac, querido Albert. Una historia epistolar de la ciencia. Editorial Crítica. 2023. ISBN 978-84-9199-491-6.
- El canon oculto. Una biblioteca de Alejandría para la ciencia. Editorial Crítica. 2024.